# Pavement Classification Number
Pavement Classification Number (PCN) is een door de ICAO ingevoerde internationale classificatie voor het eenvoudig uitdrukken van de draagsterkte van vliegveldverhardingsconstructies.
Het PCN bestaat uit een dimensieloos getal met een codering erachter. De codering bestaat uit een aantal letters, die de eigenschappen van de landingsbaan aangeven en die onlosmakelijk verbonden zijn aan de gedeclareerde PCN-waarde. Een PCN 89/F/C/W/T is dus wezenlijk anders dan 89/R/C/W/T of 89/F/B/W/T.
Het getal is gekoppeld aan het Aircraft Classification Number (ACN). Het ACN wordt voor elk type vliegtuig per verhardingsconstructie berekend. Als het ACN van een bepaald type vliegtuig kleiner is dan het PCN van de baan, dan mag het vliegtuig onbeperkt van deze baan gebruikmaken.

## Codering
Een PCN ziet er als volgt uit:
(1) / (2) / (3) / (4) / (5)
Op de plaatsen 1 tot en met 5 komen te staan:
1. Het dimensieloze getal
2. Het type verharding
- R (rigid): Stijve verharding (Betonverharding)
- F (flexible): Flexibele verharding (Asfaltbetonverharding)

3. Ondergrondcategorie
Een maat voor de draagkracht van de ondergrond, voor stijve verhardingen gebaseerd op het beddinggetal 'k' en voor flexibele verhardingen op de CBR-waarde.
- A: Hoge ondergrondstijfheid (stijf: k > 120 MN/m2/m; flexibel: CBR > 13%)
- B: Middelmatige ondergrondstijfheid (stijf: 60 < k < 120 MN/m2/m; flexibel: 8% < CBR < 13%)
- C: Lage ondergrondstijfheid (stijf: 25 < k < 60 MN/m2/m; flexibel: 4% < CBR < 8%)
- D: Zeer lage ondergrondstijfheid (stijf: k < 25 MN/m2/m; flexibel: CBR < 4%)

4. Maximaal toelaatbare bandenspanning
- W: Ongelimiteerd
- X: Hoog (maximaal 1,75 MPa)
- Y: Middelmatig (maximaal 1,25 MPa)
- Z: Laag (maximaal 0,5 MPa)

5. Evaluatiemethode
- T (technical): Technische evaluatie (evaluatie aan de hand van analyse en berekeningen)
- U (using aircraft): Praktische evaluatie (evaluatie aan de hand van ervaringen uit de praktijk)

Als voorbeeld het PCN van de Polderbaan op Schiphol: 89/F/C/W/T

Dit betekent dus een flexibele verharding met een lage ondergrondstijfheid, waarvan vliegtuigen met ongelimiteerde bandenspanning gebruik mogen maken en waarbij de waarde bepaald is aan de hand van een technische evaluatie.